# Hexanone
Die Hexanone sind eine Gruppe von sechs isomeren gesättigten Ketonen mit sechs Kohlenstoffatomen. Sie haben die allgemeine Summenformel C6H12O und eine molare Masse von 100,12 g·mol−1.
| Hexanone             |                                  |                                  |                                  |                                           |                                  |                                  |
| Strukturformel       | Struktur von 2-Hexanon           | Struktur von Methylisobutylketon | Struktur von 3-Methyl-3-pentanon | Strukturformel von 3,3-Dimethyl-2-butanon | Strukturformel von 3-Hexanon     | Struktur von 2-Methyl-3-pentanon |
| Name                 | 2-Hexanon                        | 4-Methyl-2-pentanon              | 3-Methyl-2-pentanon              | 3,3-Dimethyl-2-butanon                    | 3-Hexanon                        | 2-Methyl-3-pentanon              |
| Anderer Name         | Methyl-n-butylketon              | Methylisobutylketon              | Methyl-sec-butylketon            | Methyl-tert-butylketon                    | Ethyl-n-propylketon              | Ethylisopropylketon              |
| CAS-Nummer           | 591-78-6                         | 108-10-1                         | 565-61-7                         | 75-97-8                                   | 589-38-8                         | 565-69-5                         |
| PubChem              | 11583                            | 7909                             | 11262                            | 6416                                      | 11509                            | 11265                            |
| ECHA-Infocard        | 100.008.663                      | 100.003.228                      | 100.008.439                      | 100.000.838                               | 100.008.770                      | 100.008.445                      |
| Schmelzpunkt         | −56 °C                           | −80 °C                           |                                  | −50 °C                                    | −55 °C                           |                                  |
| Siedepunkt           | 128 °C                           | 116 °C                           | 118 °C (758 mmHg)                | 106 °C                                    | 123 °C                           | 113 °C                           |
| Dichte (20 °C)       | 0,81 g·cm−3                      | 0,80 g·cm−3                      | 0,815 g·cm−3 (25 °C)             | 0,80 g·cm−3                               | 0,82 g·cm−3                      | 0,811 g·cm−3 (25 °C)             |
| Flammpunkt           | 23 °C                            | 14 °C                            |                                  | 3 °C                                      | 20 °C                            | 11 °C                            |
| Toxikologische Daten | 2590 mg·kg−1 (LD50, Ratte, oral) | 2080 mg·kg−1 (LD50, Ratte, oral) |                                  | 510 mg·kg−1 (LD50, Ratte, oral)           | 2740 mg·kg−1 (LD50, Ratte, oral) |                                  |